# Fernando Arlete (średniodystansowiec)
Fernando Arlete (ur. 11 października 1968) – lekkoatleta z Gwinei Bissau, specjalizujący się w biegach średniodystansowych, olimpijczyk.
W roku 1996 reprezentował swój kraj na igrzyskach w Atlancie - startował w biegu na 800 metrów, odpadł w eliminacjach z czasem 2:00.07. 

## Rekordy życiowe
| Dystans            | Wynik (s) | Miejsce | Data             |
| ------------------ | --------- | ------- | ---------------- |
| bieg na 800 metrów | 1:59.92   | ?       | 21 sierpnia 1995 |